# Benis Kadrić
Benis Kadrić, także Beniz Kadrić (ur. 28 stycznia 1987) – bośniacki niepełnosprawny siatkarz, medalista paraolimpijski.
Występował w klubie OKI Fantomi Sarajewo. W 2019 roku został zawodnikiem brazylijskiego klubu Corinthians z São Paulo, grającego wówczas w najwyższej klasie rozgrywkowej w Brazylii.
Na Letnich Igrzyskach Paraolimpijskich 2012 był członkiem drużyny, która zdobyła złoty medal paraolimpijski. Cztery lata później został wicemistrzem paraolimpijskim (w finale zawodów startował mimo zakazu lekarza, który wykrył w organizmie Kadricia dwa zakrzepy krwi). Wśród innych osiągnięć ma w dorobku m.in. złote medale mistrzostw Europy 2009 i 2013.
W 2017 roku został wyróżniony tytułem wybitnego sportowca klasy międzynarodowej przez ministerstwo spraw cywilnych.
Żonaty z Fahretą, ma dwie córki: Ajlin i Ajsun (stan na 2016 rok).